# Улица Академика Комарова
У́лица Акаде́мика Комаро́ва — улица в Северо-Восточном административном округе города Москвы на территории района Марфино. Начинается от Ботанической улицы, далее пересекает Большую Марфинскую улицу и заканчивается у железнодорожной линии Ленинградского направления, соединяясь с Малой Ботанической улицей. Нумерация домов начинается от Ботанической улицы.

## Происхождение названия
Названа 26 апреля 1960 года в честь В. Л. Комарова (1869—1945), ботаника, историка естествознания, президента АН СССР в 1936—1945 годах.

## Транспорт
По улице проходят автобусные маршруты 524, с585, 599, 311, 561.
По улице проходят электробусные маршруты 76, н9, т36, м2, т73.

## Улица в произведениях литературы и искусства
На улице снимали сериал «Глухарь», скетчком «Даёшь молодёжь».